# Lubomierz
Lubomierz (niem. Liebenthal) – miasto w Polsce położone w województwie dolnośląskim, w powiecie lwóweckim, siedziba gminy miejsko-wiejskiej Lubomierz. Jest to jedno z najmniejszych i najstarszych miast w województwie dolnośląskim, z zachowanym średniowiecznym układem urbanistycznym. Prawa miejskie posiada od 1291. Według danych GUS z 1 stycznia 2023 r. w mieście mieszkało 1759 osób (869. miejsce w kraju). Lubomierz znany jest przede wszystkim z miasteczkowych scen filmu Sami swoi oraz organizowanego w mieście Festiwalu Filmów Komediowych.

## Geografia

### Położenie
Miasto jest położone na Pogórzu Izerskim, w mikroregionie Obniżenie Lubomierza, nad rzeką Lubomierką, będącą dopływem Oldzy. 
Historycznie miasto leży na Dolnym Śląsku. W latach 1975–1998 miasto administracyjnie należało do województwa jeleniogórskiego. Obecnie miasto położone jest w województwie dolnośląskim, w powiecie lwóweckim, w gminie miejsko-wiejskiej Lubomierz.
Według danych z 1 stycznia 2011 r. powierzchnia miasta wynosiła 8,05 km² (629. miejsce w kraju).

### Środowisko naturalne
Lubomierz znajduje się terenie Pogórza Izerskiego, stanowiącego część Pogórza Zachodniosudeckiego. Obszar miasta charakteryzuje się dużym zróżnicowaniem wysokości względnej, szczególnie w środkowej i południowej części miasta (Wzniesienia Radoniowskie). W południowej części Lubomierza wzniesienia dochodzą do 390 m n.p.m. Obszar miasta obniża się w kierunku północnym – najniżej położony punkt miasta znajduje się w dolinie Oldzy, w pobliżu dawnej stacji kolejowej Lubomierz, który wynosi ok. 340 m n.p.m.
Lubomierz leży na granitoidach wczesnowaryscyjskich, przykrytymi w zachodniej części miasta przez piaski i żwiry sandrowe, a we wschodniej przez gliny zwałowe, ich zwietrzeliny oraz piaski i żwiry lodowcowe.
Klimat Lubomierza charakteryzuje się wpływem gór średnich (Sudetów) i leży w sudeckim regionie klimatycznym. Średnie wartości poszczególnych elementów pogody z wielolecia 1971-2000 wyglądają następująco:
| Rodzaj                | Okres | Wartość |
| --------------------- | ----- | ------- |
| Temperatura powietrza | lato  | +14 °C  |
| Temperatura powietrza | zima  | –1 °C   |
| Temperatura powietrza | rok   | +6 °C   |
| Suma opadów           | lato  | 250 mm  |
| Suma opadów           | zima  | 175 mm  |
| Suma opadów           | rok   | 650 mm  |
| Usłonecznienie        | rok   | 1500 h  |

Większość obszaru Lubomierza leży w zlewni rzeki Lubomierki, która jest dopływem Oldzy, będąca prawym dopływem Kwisy. Rzeka Oldza przepływa przez miasto w niewielkim fragmencie w północnej części miasta. Ogółem sieć hydrograficzna w mieście ma odpływ ukierunkowany w kierunku północnym, co jest spowodowane nachyleniem stoków. Poza tym znajduje się tu około 5 akwenów.
Na terenie miasta nie ma żadnego obszaru prawnie chronionego. Południowa część miasta obejmuje zwarty kompleks leśny, zarządzana przez Nadleśnictwo Lwówek Śląski.

## Demografia
W roku 1946 zamieszkiwało w Lubomierzu 484 Polaków, wśród których było 146 przesiedleńców z Polski centralnej.
Pod względem ludnościowym Lubomierz w 2008 był najmniejszym miastem w województwie dolnośląskim oraz 838. miastem w Polsce (na 892 miasta – stan z 2008). Liczba ludności wynosiła wtedy 1809 mieszkańców.
Od XIX w. liczba ludności miasta pozostawała w miarę stabilna, z niewielkimi wahaniami. Liczba ta wzrastała do początku XX w., a potem do końca XX w. ubywało mieszkańców. Na początku XXI w. liczba ludności ulegała dalszym wahaniom. Zmiana liczby mieszkańców miasta w okresie 1845-2013 przedstawia się następująco:
Według danych za 2009 w strukturze ludności istnieje równowaga kobiet i mężczyzn (współczynnik feminizacji wynosi 100,0) i ta wartość jest mniejsza niż dla całego województwa dolnośląskiego, gdzie w 2010 współczynnik feminizacji wynosił 109 kobiet na 100 mężczyzn. Dokładne dane przedstawia poniższa tabela.
| struktura ludności dane na 2009 | struktura ludności dane na 2009 | struktura ludności dane na 2009 | struktura ludności dane na 2009 | struktura ludności dane na 2009 | struktura ludności dane na 2009 | struktura ludności dane na 2009 |
| Opis                            | Ogółem                          | Ogółem                          | Kobiety                         | Kobiety                         | Mężczyźni                       | Mężczyźni                       |
| ------------------------------- | ------------------------------- | ------------------------------- | ------------------------------- | ------------------------------- | ------------------------------- | ------------------------------- |
| jednostka                       | osób                            | %                               | osób                            | %                               | osób                            | %                               |
| populacja                       | 2041                            | 100                             | 1020                            | 50,0                            | 1021                            | 50,0                            |
| gęstość zaludnienia             | 253,5 os./km²                   | 253,5 os./km²                   | 253,5 os./km²                   | 253,5 os./km²                   | 253,5 os./km²                   | 253,5 os./km²                   |

W strukturze wykształcenia przeważają osoby z wykształceniem średnim (w tym policealnym), a także podstawowym. Dokładne dane przedstawia poniższa tabela.
| wykształcenie dane za 2002 | wykształcenie dane za 2002 | wykształcenie dane za 2002 | wykształcenie dane za 2002 | wykształcenie dane za 2002 | wykształcenie dane za 2002 | wykształcenie dane za 2002 |
|                            | brak                       | podstawowe                 | zawodowe                   | średnie                    | wyższe                     |                            |
| -------------------------- | -------------------------- | -------------------------- | -------------------------- | -------------------------- | -------------------------- | -------------------------- |
| ogółem                     | 60                         | 461                        | 377                        | 462                        | 127                        |                            |
| kobiet                     | 38                         | 244                        | 140                        | 246                        | 79                         |                            |
| mężczyzn                   | 22                         | 217                        | 237                        | 216                        | 48                         |                            |

Piramida wieku mieszkańców Lubomierza w 2014 roku.

## Historia

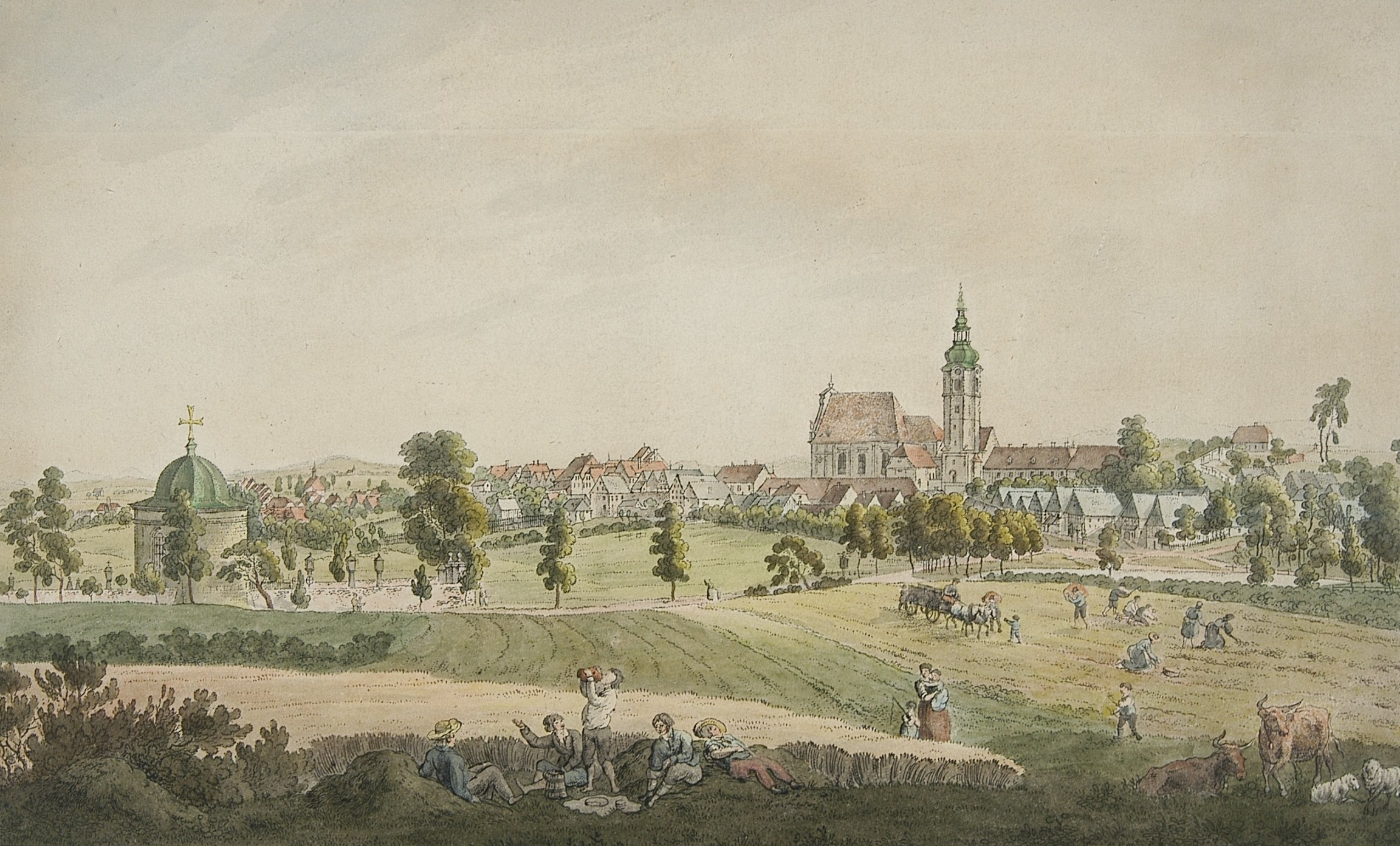
Widok miejscowości około 1832

Początki powstania miasta wiążą się z usytuowaniem osady w XII w. na szlaku handlowym łączącym Zgorzelec z Pragą, jej pozostałością jest charakterystyczny układ przestrzenny z podłużnym rynkiem. W późniejszym okresie zlokalizowano tu klasztor sióstr benedyktynek, ufundowany przez Juttę z Lubomierza, założycielkę tego zakonu. Lubomierz był własnością benedyktynek w latach 1278 - 1810. Miasto otrzymało prawa miejskie w 1291 od księcia Bolka I Surowego, który nadał mu przywileje rozszerzone w 1308, które zostały potwierdzone w 1408 przez króla czeskiego Wacława II. W 1291 Lubomierz został otoczony mury miejskie, natomiast w 1426 miasto wraz z murami zostało zniszczone przez Husytów.
Wzmożony rozwój od połowy XVI w. miasto uzyskało dzięki eksportowi przędzy lnianej do Hamburga, a także organizowaniu tu targów, gdzie handlowano m.in. gołębiami. Miasto później podupadło z powodu konkurencji w większych, sąsiednich miastach, wojny trzydziestoletniej, wielkiego pożaru w 1802 i sekularyzacji klasztoru w 1810. 15 października 1885 oddano do użytku linię kolejową z Gryfowa Śląskiego do Lwówka Śląskiego, a wraz z nią stację w mieście, która nie poprawiła słabej sytuacji miasta.
Lubomierz w 1945 został włączony do Polski. Miasto nie uległo zniszczeniu podczas II wojny światowej. Zachowało też średniowieczny układ urbanistyczny.
Z Lubomierza wywodziło się wielu pionierów polskiego drukarstwa działających w XVI w. w Krakowie, jak Hieronim Wietor oraz rodziny Szarffenbergów i Siebeneycherów, a także śląska linia Szarffenbergów. W samym Lubomierzu ówcześnie jednak nie odnotowano warsztatów drukarskich.

## Toponimia

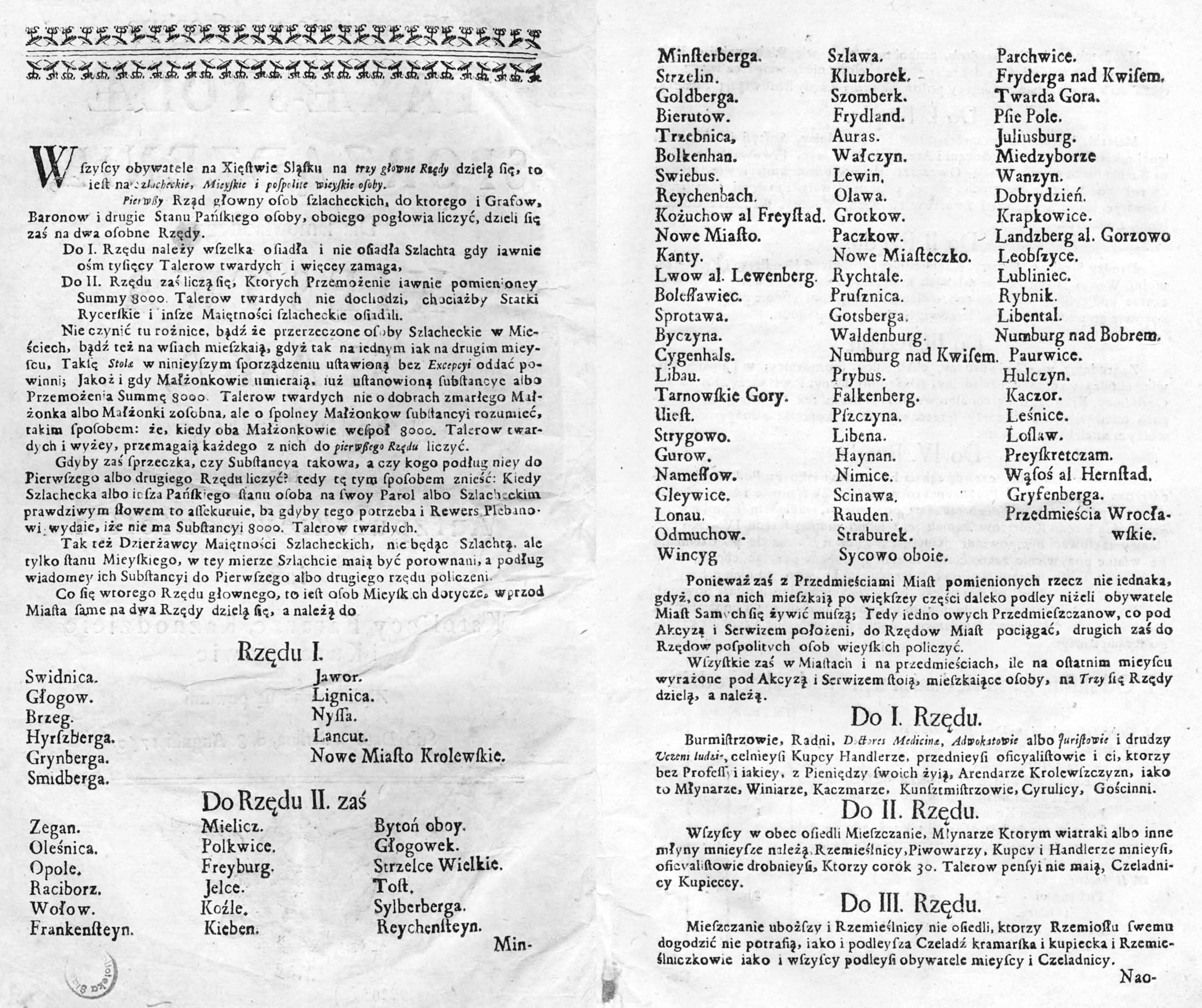
Nazwa Liebenthal wśród innych nazw śląskich miejscowości w urzędowym pruskim dokumencie z 1750 wydanym w języku polskim w Berlinie

W roku 1613 śląski regionalista i historyk Mikołaj Henel z Prudnika wymienił miejscowość w swoim dziele o geografii Śląska pt. Silesiographia podając jej łacińską nazwę: Libenthalium. Słownik geograficzny Królestwa Polskiego podaje dwie nazwy niemieckie miejscowości Liebenthal oraz starszą Loewenthal, a także łacińską Leovallensis. W 1750 nazwa Liebenthal wymieniona jest przez Fryderyka II pośród innych miast śląskich w zarządzeniu urzędowym wydanym w języku polskim dla mieszkańców Śląska. Po II wojnie światowej do 1947 używano tłumaczonej wprost niemieckiej nazwy miasta - Miłosna. Dopiero potem wprowadzono nazwę teraźniejszą Lubomierz.

## Zabytki

### Plac Wolności (Rynek)
Plac Wolności stanowił przez wiele lat główną ulicę i plac targowy, a także centralną część miasta. Pierwotnie wokół placu w strukturze zabudowy dominowała zabudowa drewniana. Po kolejnych pożarach, w XVI w. wybudowano nową, murowaną zabudowę. Obecnie prawie cała zabudowa wokół placu jest zabytkowa. Do wojewódzkiego rejestru zabytków wpisane są następujące obiekty położone na Placu Wolności:
- domy, pl. Wolności 3, 4, 5 (d. 81, 82, 83), z pierwszej połowy XIX w.,
- dom, pl. Wolności 7, z końca XIX w.,
- domy, pl. Wolności 8, 9, 10, 11 (d. 73, 74, 75, 76), z XVIII w., początek XIX w.,
- czternaście domów (pierzeja), pl. Wolności 18, 19, 20, 21, 22, 25, 26, 27, 28, 29, 31 (Dom Piekarza z XVI w.; zachowany tylko w postaci murów zewnętrznych i tablicy erekcyjnej z datą 1584 oraz charakterystycznym godłem zawodu - preclem[31]), 33, 34, 35, z XVI w., początek XIX w.,
- dom, pl. Wolności 37, 38, 39 b, z pocz. XIX w.,
- dom, pl. Wolności 43 (d. 45), z pierwszej połowy XIX w., pocz. XX w.,
- trzynaście domów, pl. Wolności 46, 47, 48, 49, 50, 51, 53, 54, 55, 56, 65, 66 (pierzeja wschodnia), z XVI w., pocz. XIX w.,
- domy, pl. Wolności 63, 65 (d. 67, 69), z pierwszej połowy XIX w., pocz. XX w.,
- dom, pl. Wolności 66 (d. 100), z pocz. XIX w.,
- dom, pl. Wolności 2 (d. 84), z poł. XVI w., z pierwszej połowy XIX w.,
- dom, pl. Wolności 102, z pocz. XIX w.,

Przed ratuszem znajduje się grupa rzeźb upamiętniająca epidemię, jaka spadła na miasto w XVIII w., a po drugiej stronie barokowa fontanna z postacią św. Maternusa z 1717, stojącego z modelem kościoła w lewej ręce, a z metalowym pastorałem w prawej (postać umieszczona jest na wysokiej kolumnie).

#### Ratusz
Ratusz znajduje się w zachodniej części Placu Wolności (Plac Wolności 1). Pochodzi z 1449, 1689 i 1805. Jest to skromny budynek na planie czworokąta, nakryty dachem z naczółkami, zwieńczony wieżą z miedzianym hełmem. Do ratusza prowadzi wejście zaakcentowane schodami z balustradą. W północnej ścianie ratusza jest wmurowany piaskowcowy pręgierz z 1530. Pierwszy ratusz powstał w związku z nadaniem miastu praw miejskich w 1291. Spłonął on w 1426 przez husytów. Drugi budynek, murowany z podcieniami, zbudowano w 1449. Również uległ zniszczeniu wraz z ogromnym pożarem miasta w 1640. Odbudowa ratusza trwała do 1738. Następną przebudowę ratusza wykonano w latach 1837-1839. 

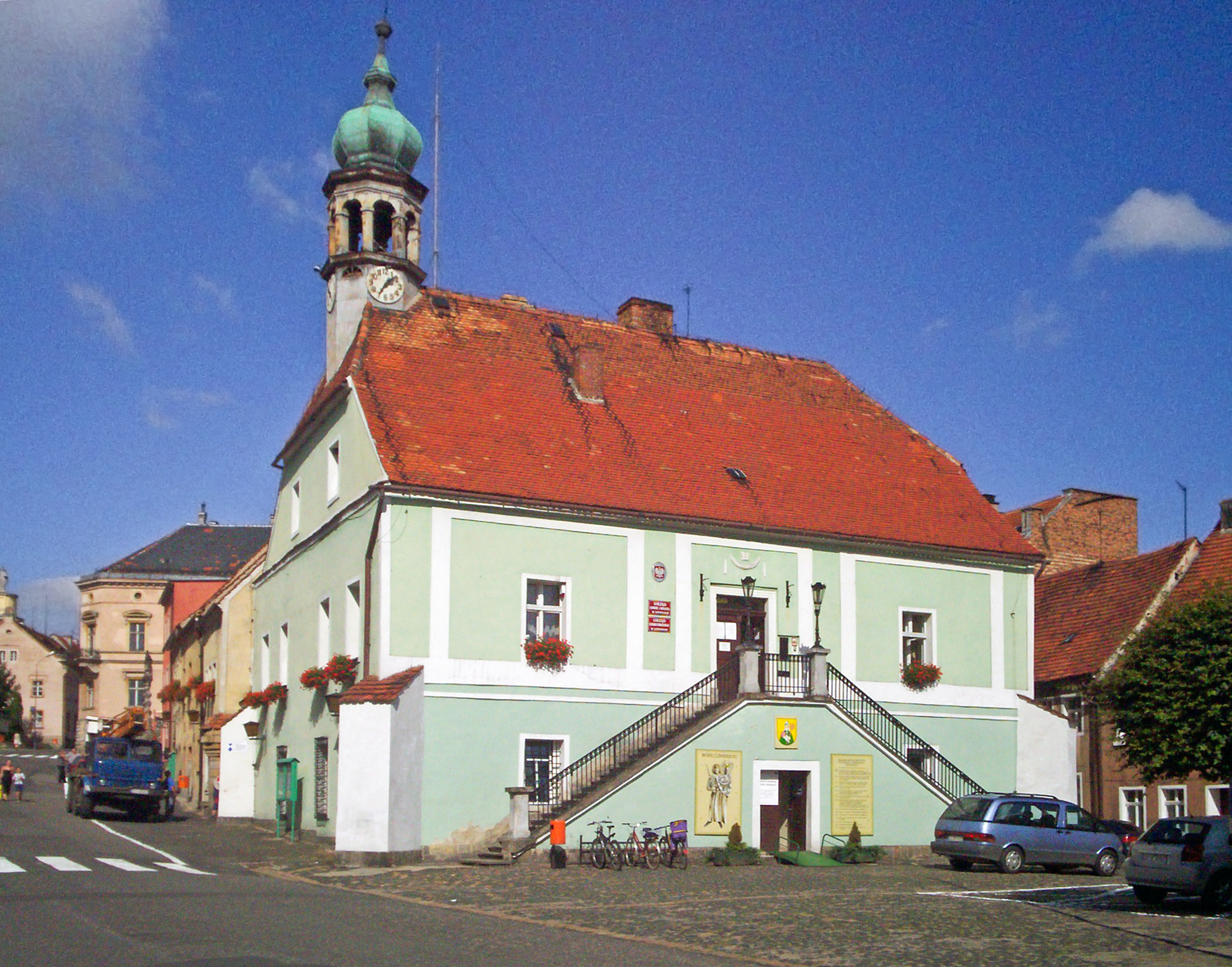
Ratusz (od strony południowo-wschodniej)
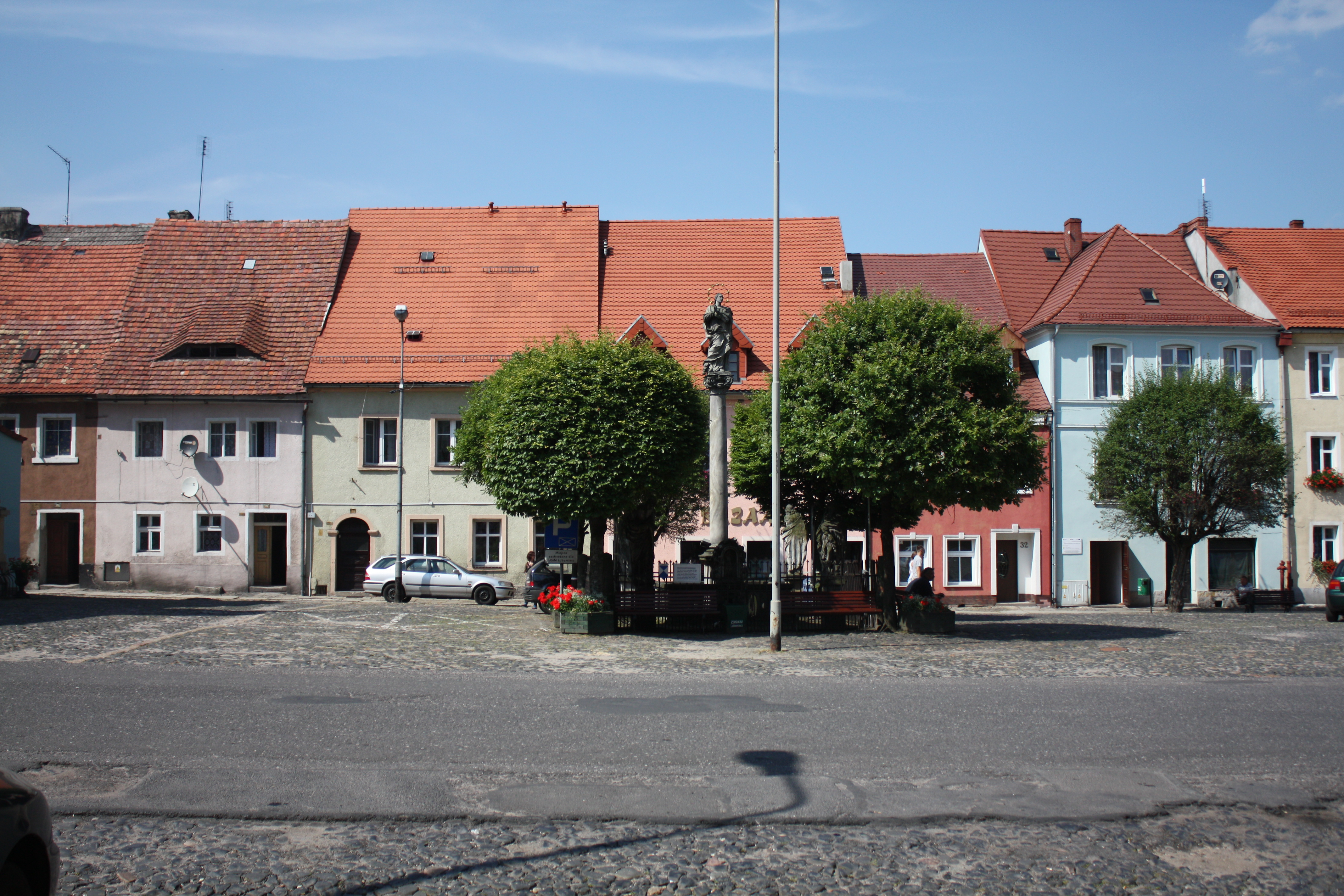
Kamienice - północna pierzeja
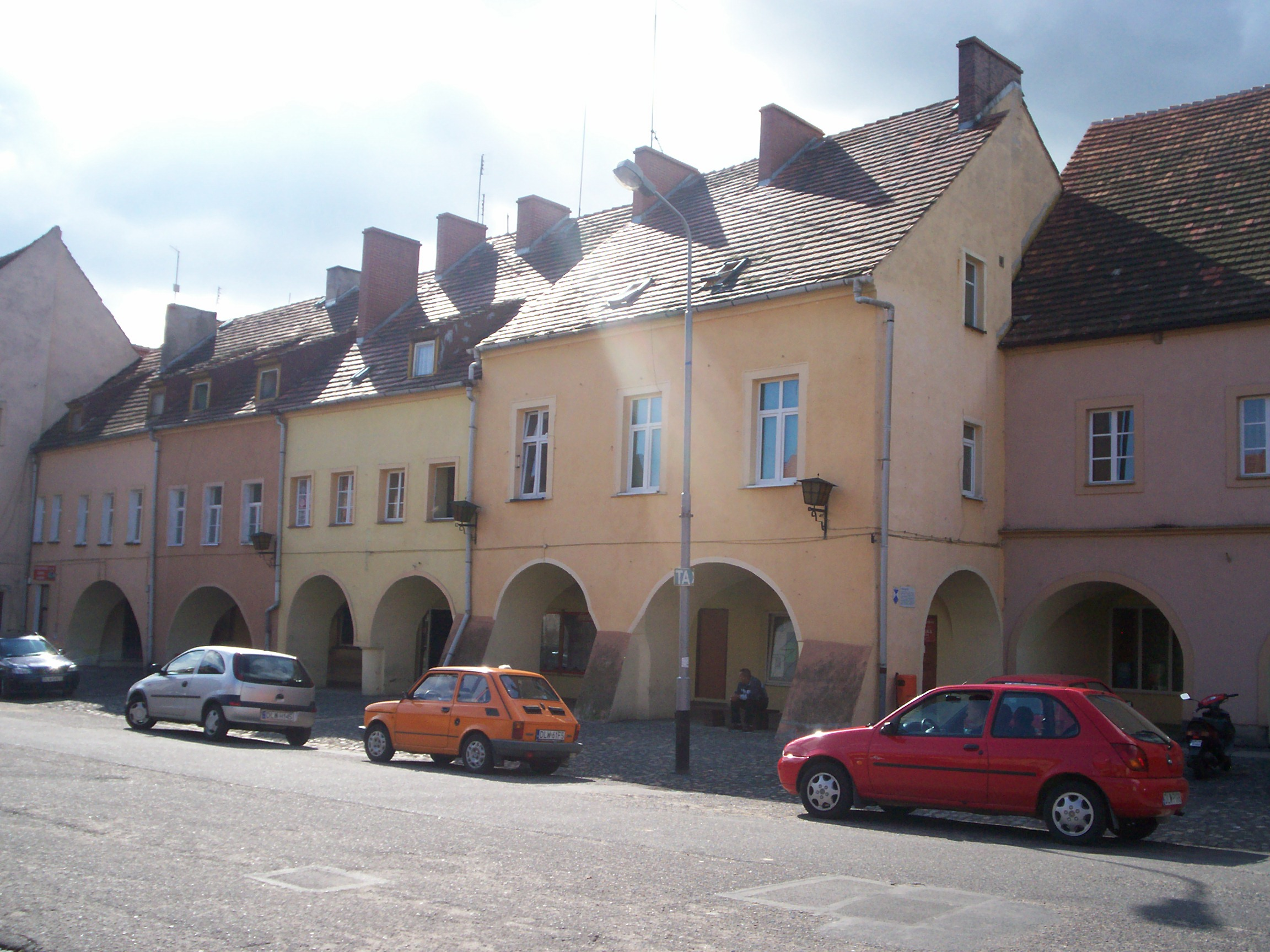
Kamienice - południowa pierzeja
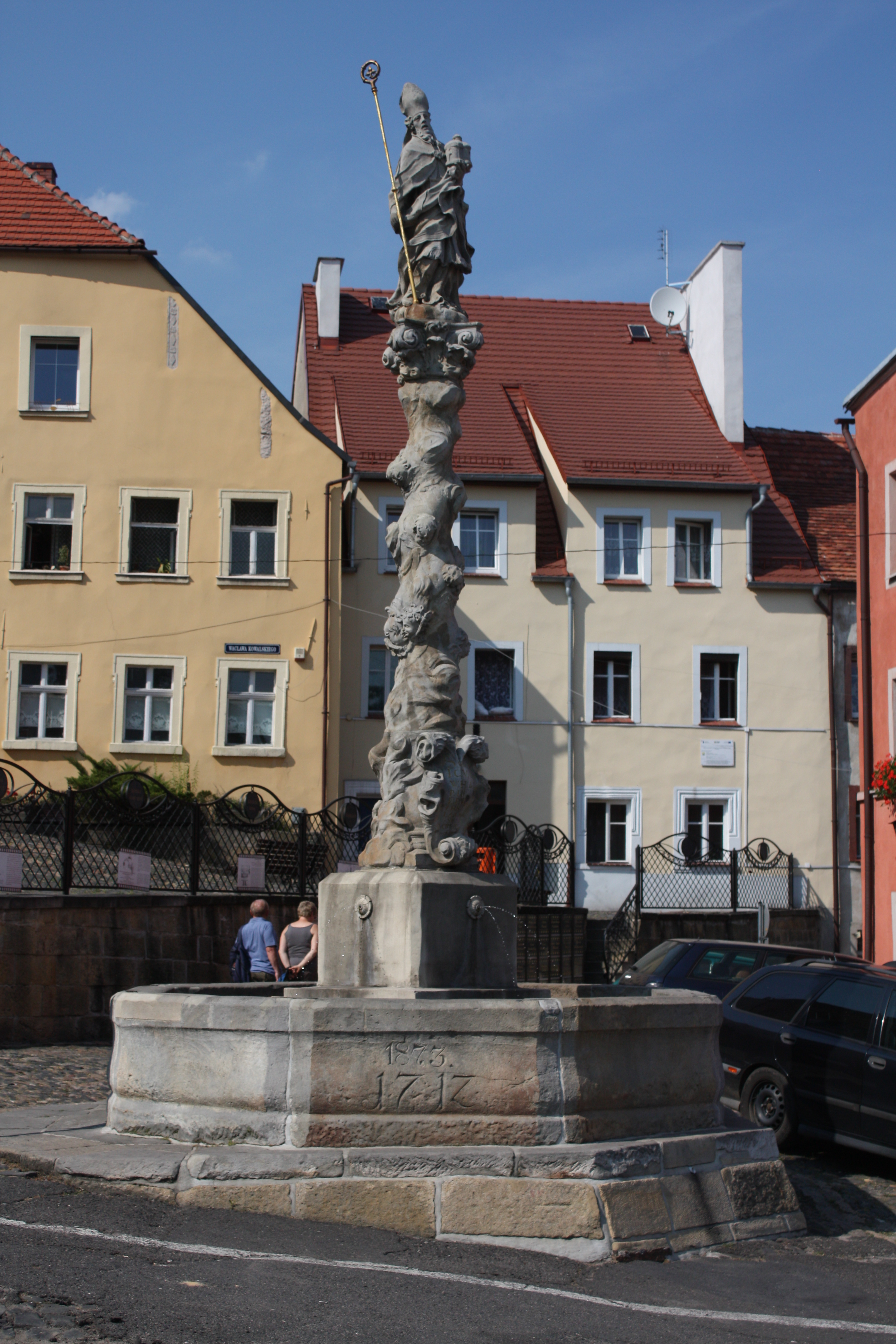
Fontanna z figurą św. Maternusa
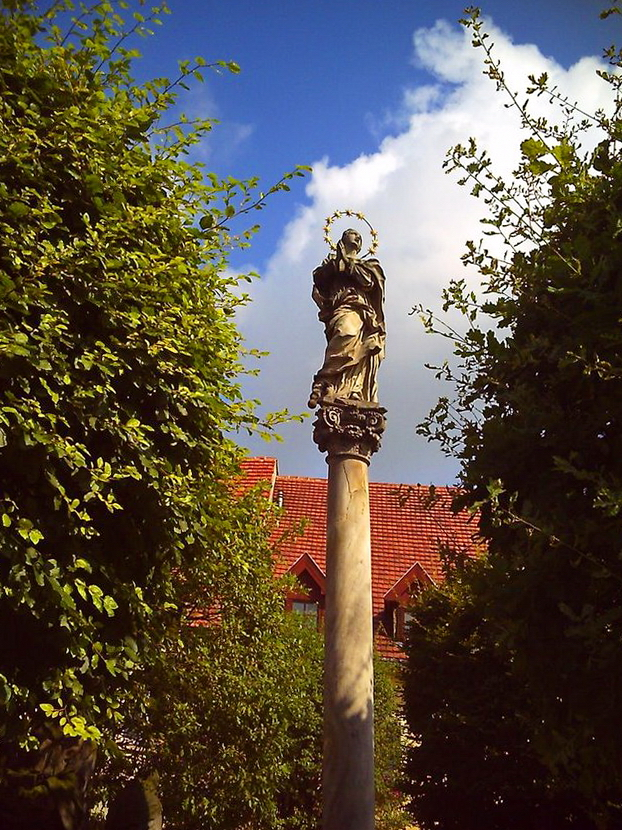
Kolumna maryjna

### Zespół budynków klasztoru sióstr benedyktynek
Stanowi on zwarty kompleks budynków z elementami gotyckimi i barokowymi. Na zespół ten składa się:
- kościół parafialny pw. Wniebowzięcia NMP i św. Maternusa z XV/XVI w. (wieża), l. 1727-1730,
- klasztor, ob. liceum, z pocz. XVI w, l. 1727-30, XIX w.,
- plebania, z 1689, pocz. XX w.,
- Dom Opatki z łącznikiem, z 1650, z końca XIX w.,
- park, z XVII w., XIX w.

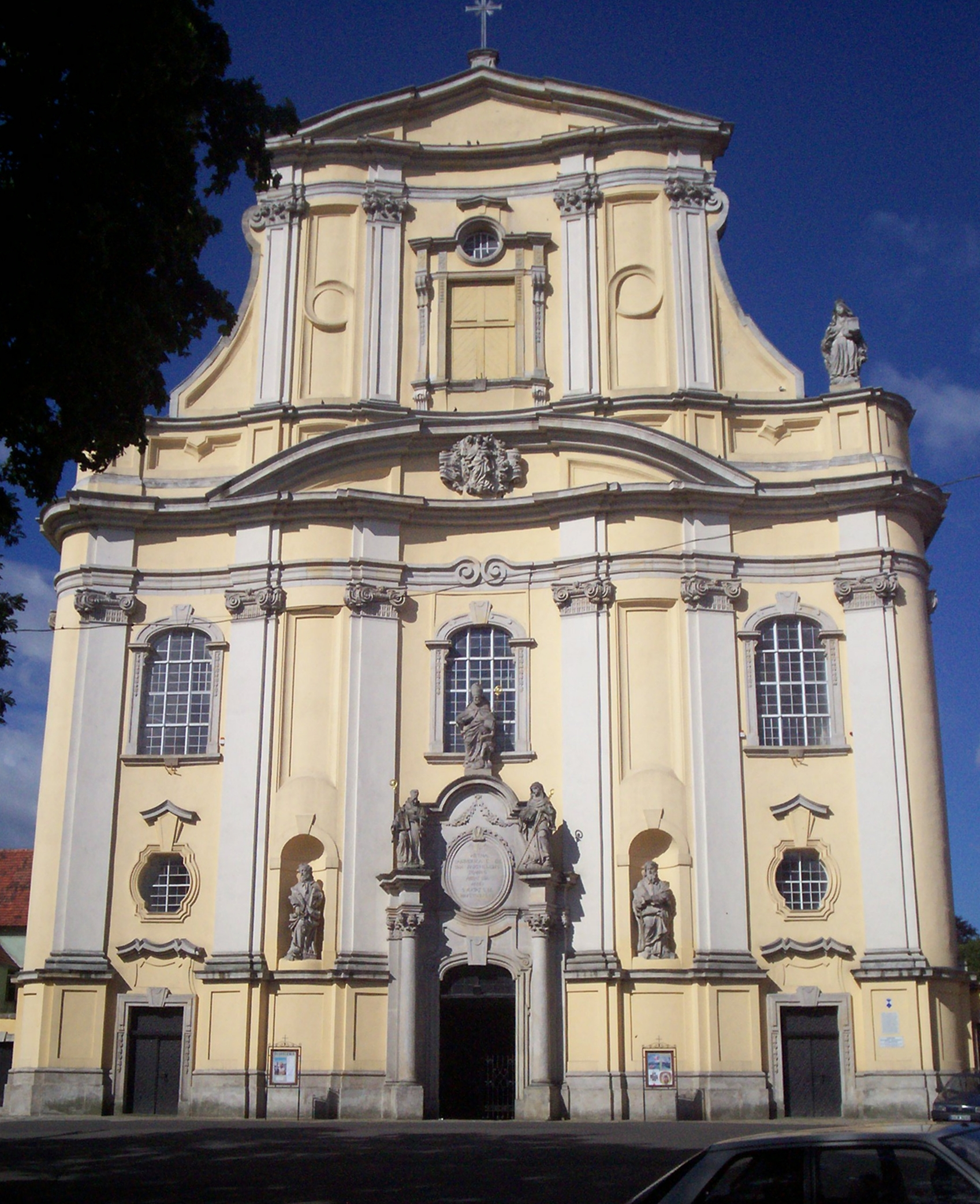
Fasada kościoła Wniebowzięcia NMP i św. Maternusa
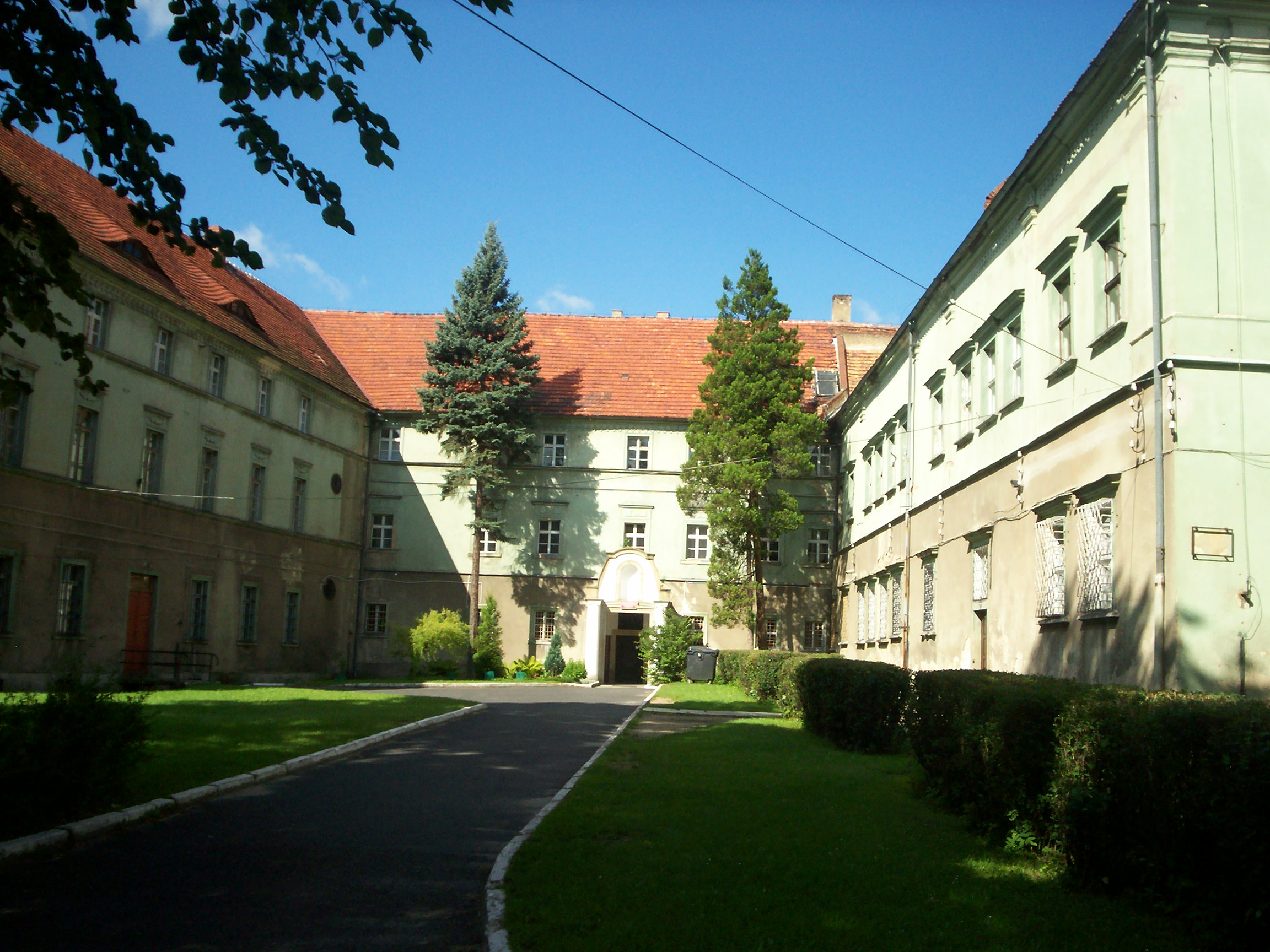
Dawny klasztor Benedyktynek

### Kościół pomocniczy pw. Świętego Krzyża

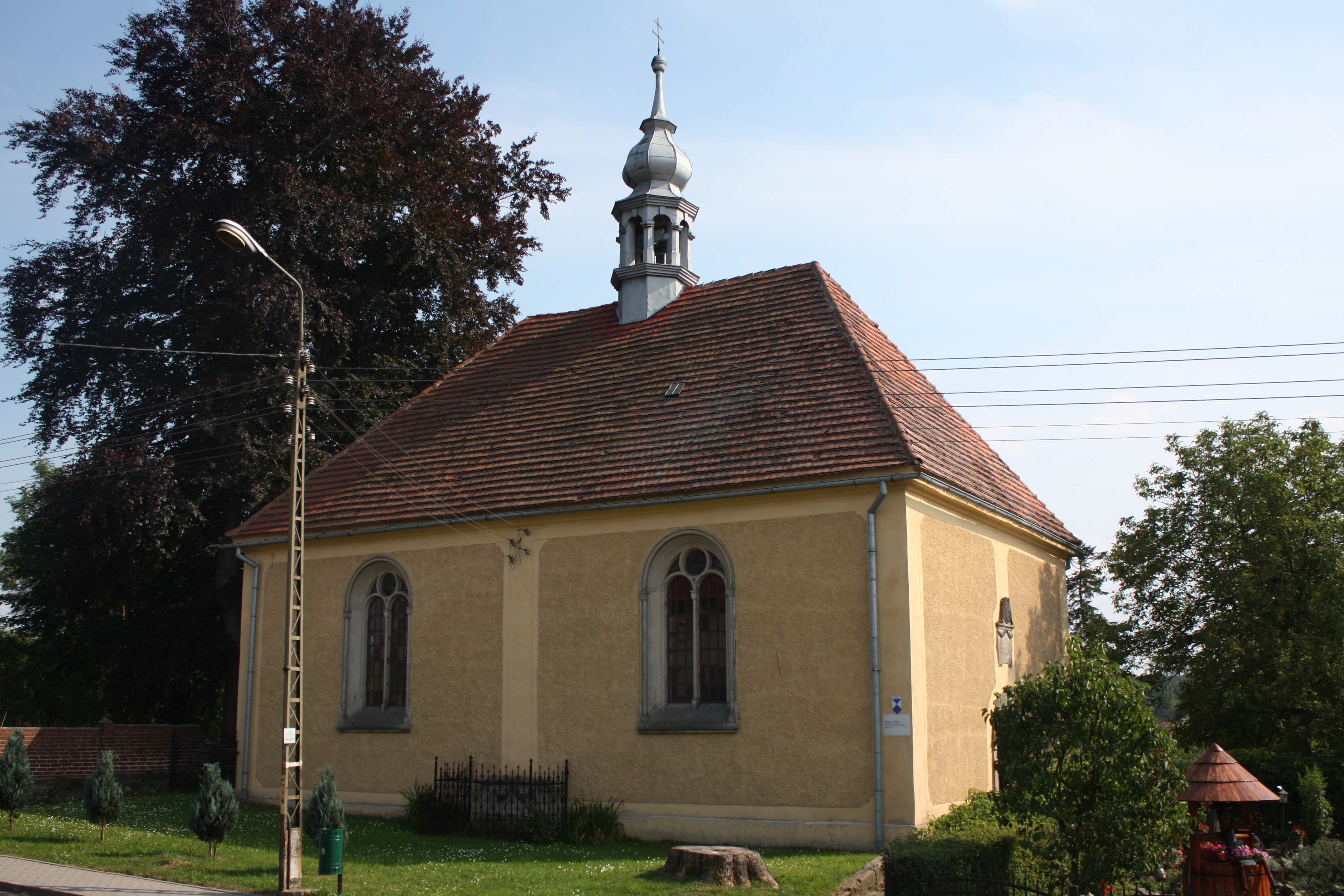
Kościół pw. Świętego Krzyża

Jego budowa wiąże się z legendą o cudownym znalezieniu przez córkę burmistrza złotego krzyża, które miało miejsce w 1521. Budynek pochodzi z 1521., a w źródłach pisanych wzmiankowany jest po raz pierwszy w 1666. Przebudowany w XVIII w. i 1805.

### Mury miejskie
Zbudowane zostały na polecenie księcia Bolka I. Pierwotnie tworzyły one dwa systemy obrony: jeden bronił klasztoru, a drugi miasta. Zachowały się fragmenty wokół klasztoru (przy ul. 1 Maja), pochodzące z XV-XVI w.

### Pozostałe zabytki

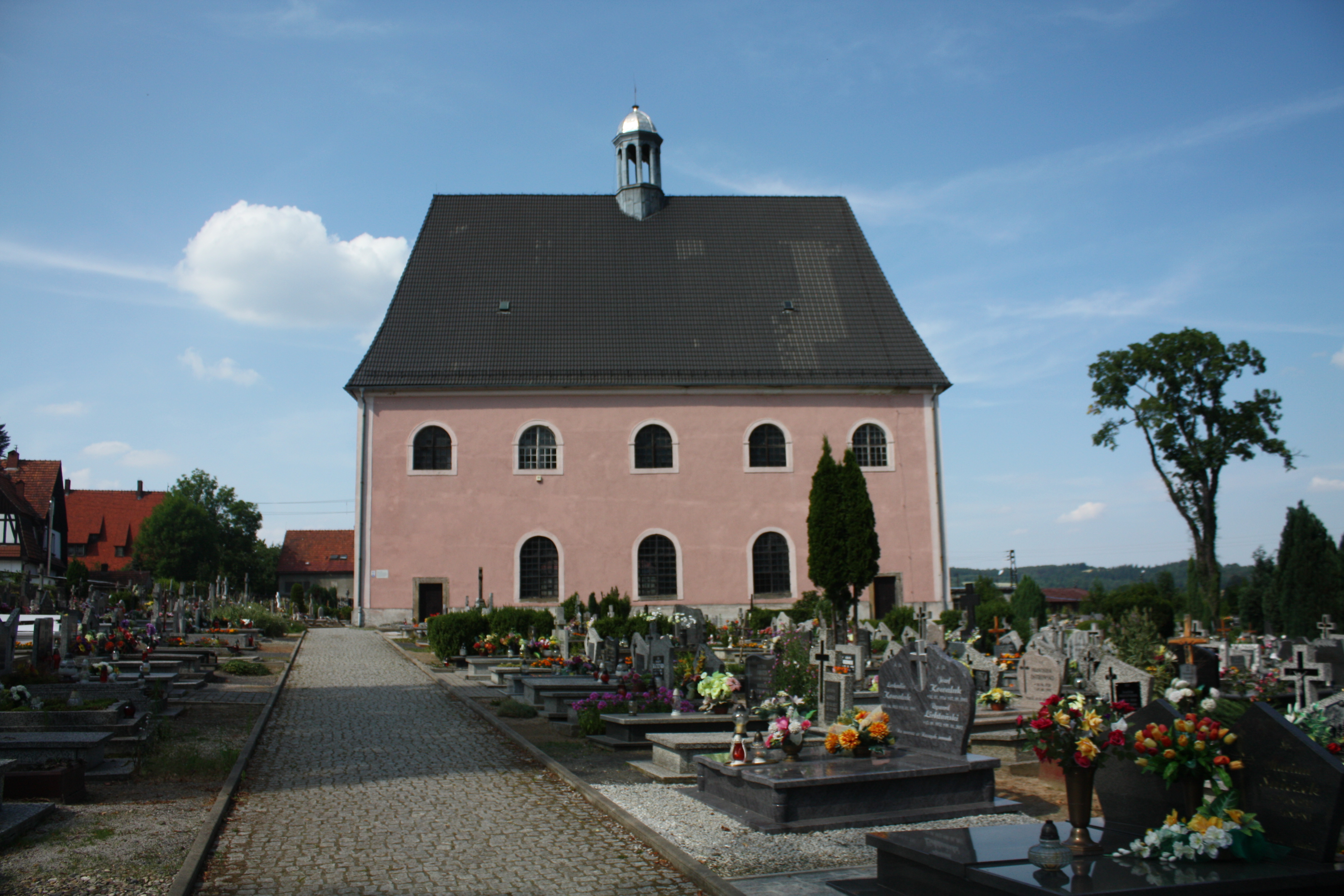
Kościół cmentarny pw. św. Anny z 1669 r.

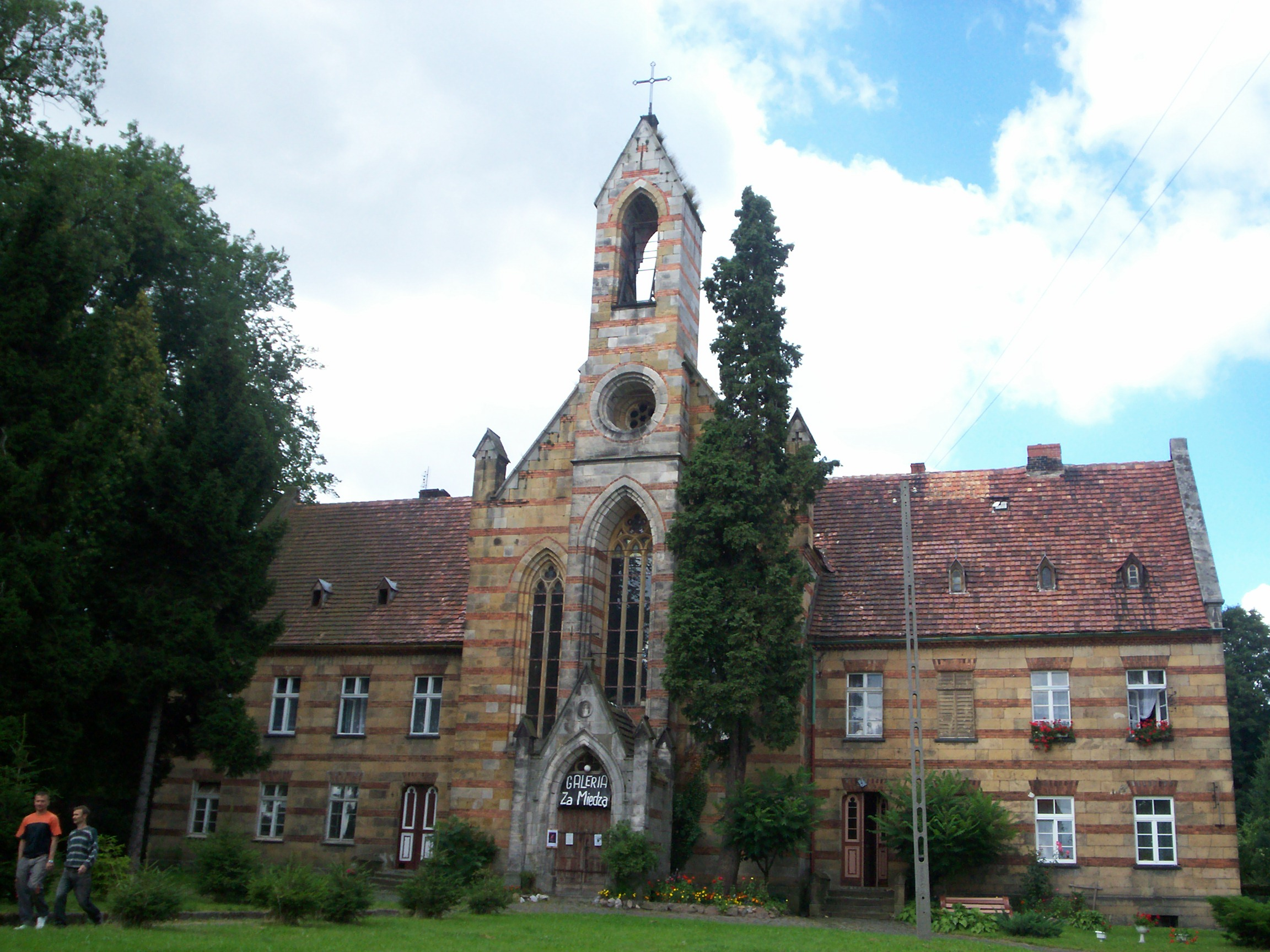
Dawny kościół ewangelicki z 1852 r.

Do wojewódzkiego rejestru zabytków wpisane są również:
- zespół cmentarza rzymskokatolickiego przy ul. 1 Maja, na który składa się:
kościół cmentarny pw. św. Anny z 1669 przebudowany w początkach XVIII w. i 1833 - jest to budynek trzynawowy przysklepiony kolebką z lunetami[29],
  - cmentarz z ok. 1628r.[34],
  - kaplica grobowa z 1825 r.,
  - mur z bramą z pierwszej połowy XIX w.,
  - studnia z pierwszej połowy XIX w.;
- kościół ewangelicki ze szkołą i pastorówką z 1852, obecnie dom i galeria, ul. Kościuszki 4;
- dom, ul. Kowalskiego 1 (dawniej pl. Wolności 17), z XVI w., 1700, pocz. XX w.;
- budynek szkolny, ul. Chopina 9, z czwartej ćw. XIX w.;
- most na rzece Olszyniec, z XVI/XVII w., 1831;
- liczne kapliczki, krzyże i figury przydrożne w mieście.

## Komunikacja

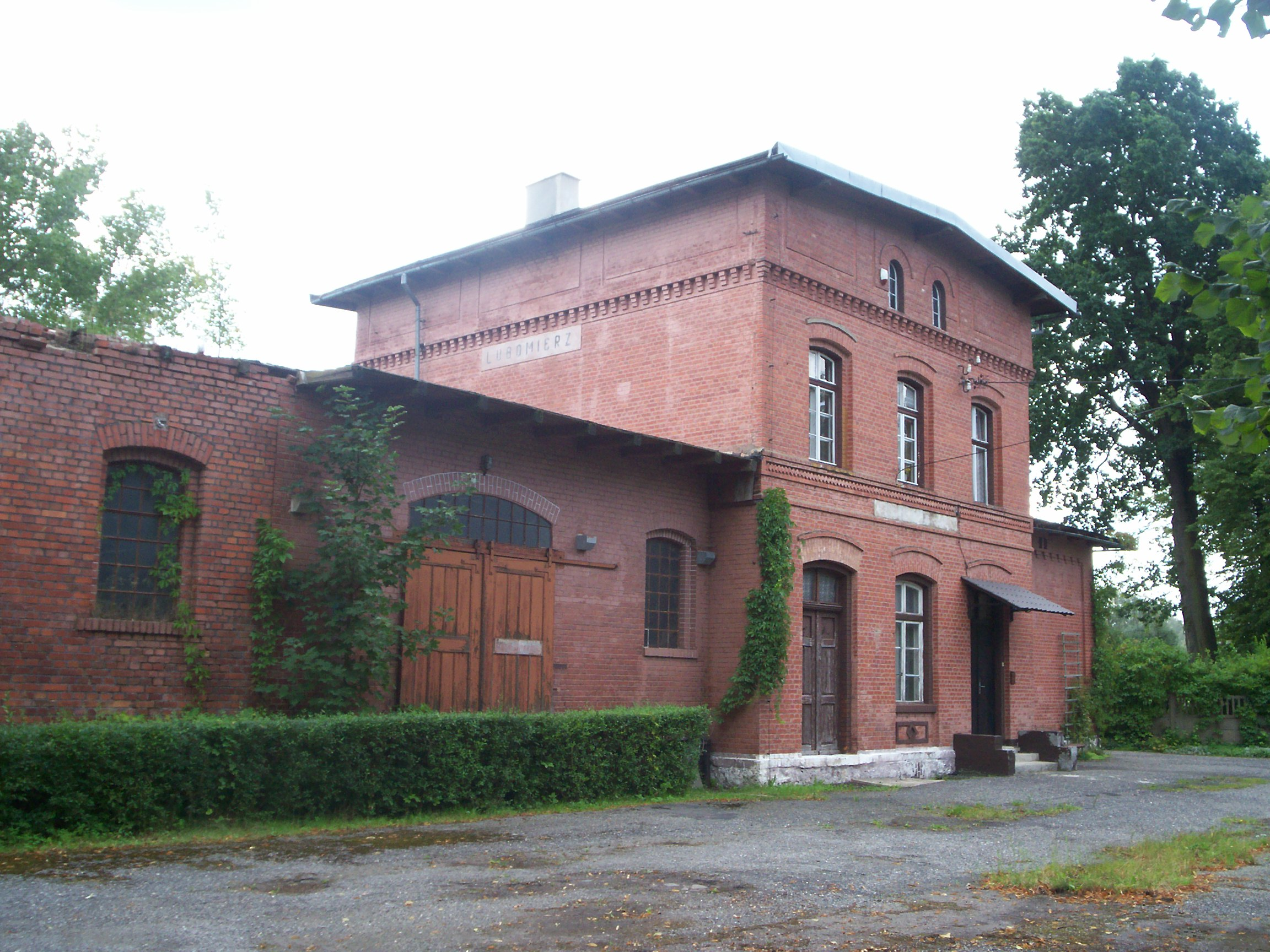
Budynek dworca na zlikwidowanej stacji Lubomierz (widok od strony ulicy)

### Komunikacja drogowa
Miasto jest położone na uboczu od głównych szlaków komunikacyjnych. Z miasta wybiegają następujące drogi o znaczeniu powiatowym: 2511D w kierunku drogi krajowej nr 30 (Radoniów, zachód); w kierunku drogi wojewódzkiej nr 297 (Pławna Dolna, północ),  2524D w kierunku drogi wojewódzkiej nr 297 (Wojcieszów, wschód); w kierunku drogi wojewódzkiej nr 364 (Ubocze, północny zachód), 2535D w kierunku drogi krajowej nr 30 (Chmieleń, południe).
Na terenie miasta znajduje się 4 przystanki komunikacji autobusowej: Lubomierz, Lubomierz 1 (nż.), Lubomierz Oś. oraz Szkoła. Połączenia obsługują PKS „Tour” Jelenia Góra (linie 200 oraz 207) oraz PKS „Voyager”.

### Komunikacja kolejowa
W przeszłości w pobliżu miasta przechodziła linia kolejowa nr 284 Legnica - Pobiedna, a także stacja Lubomierz (zlikwidowana w 2013). Pierwszy odcinek linii łączył Lwówek Śląski z Gryfowem Śląskim, który otwarto wraz ze stacją 15 października 1885. W 1983 zawieszono kursowanie połączeń pasażerskich przez Lubomierz, a w 1996 zlikwidowano odcinek linii Lwówek Śląski - Lubomierz. Odcinek Lubomierz - Gryfów Śląski jest nieprzejezdny.

## Oświata i sport
W Lubomierzu znajdują się:

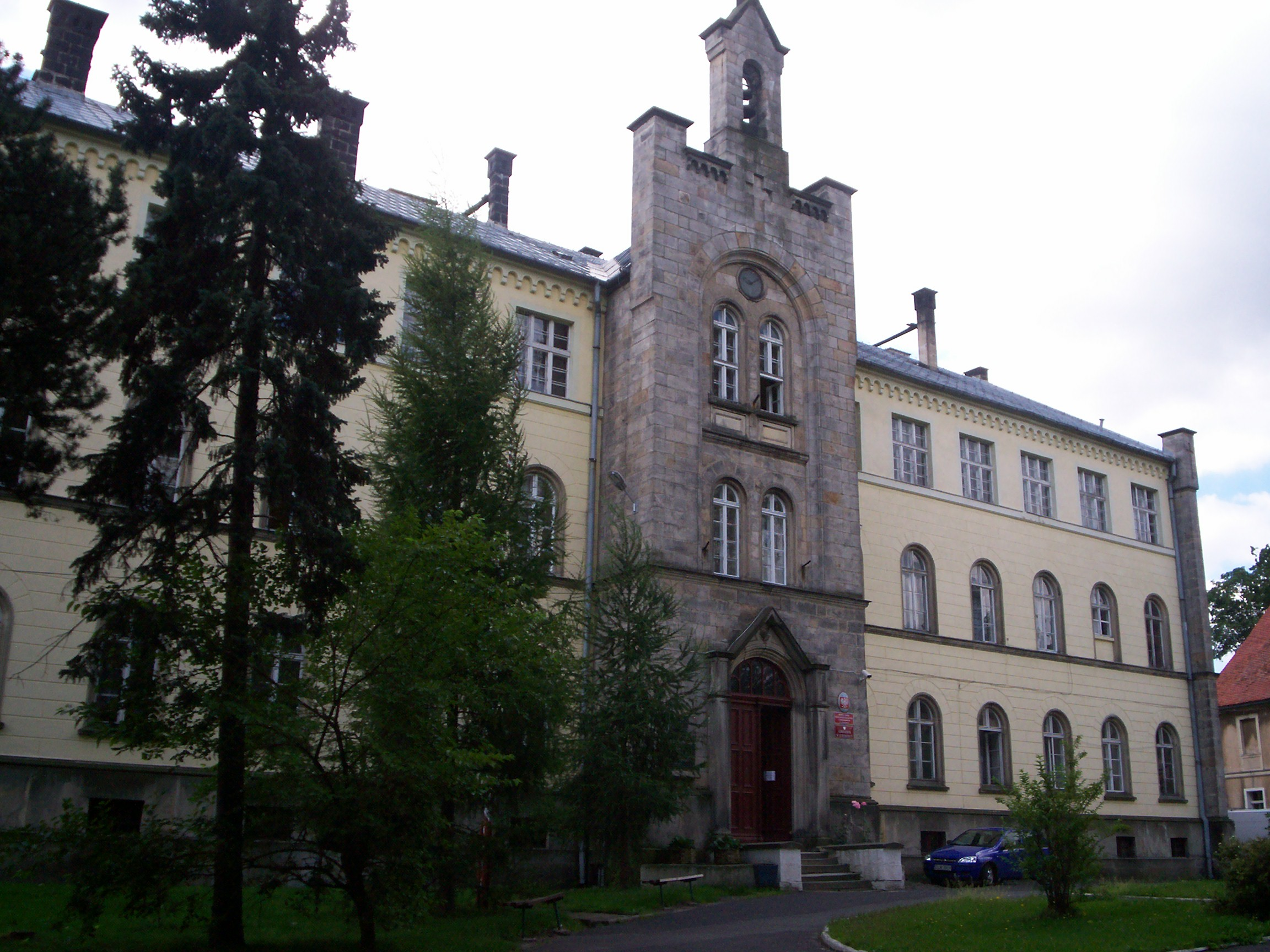
Budynek Zespołu Szkół w Lubomierzu

- Przedszkole Miejskie - położone przy ul. Stogryna 2; według danych na 2012 uczęszczało do niego 117 dzieci;
- Szkoła Podstawowa im. Jana Pawła II - położona przy ul. Kościuszki 5; według danych na 2012 ma 38 pomieszczeń, a uczęszczało do niej 225 dzieci;
- Zespół Szkół w Lubomierzu - położony przy ul. Chopina 9; liczy łącznie ok. 200 uczniów; składa się na niego[41]:
  - Gimnazjum im. Hieronima Wietora,
  - Liceum Ogólnokształcące im. Aleksandra Kamińskiego,
  - Zasadnicza Szkoła Zawodowa,
  - Studium Policealne.

W mieście funkcjonuje klub piłki nożnej o nazwie Miejski Ludowy Klub Sportowy Stella Lubomierz, który w sezonie 2013/14 grał w klasie A, grupa Jelenia Góra II. Swoją siedzibę klub ma przy placu Wolności 50, gdzie funkcjonuje Ośrodek Kultury i Sportu w Lubomierzu, a stadion znajduje się przy ul. Sportowej.

## Kultura

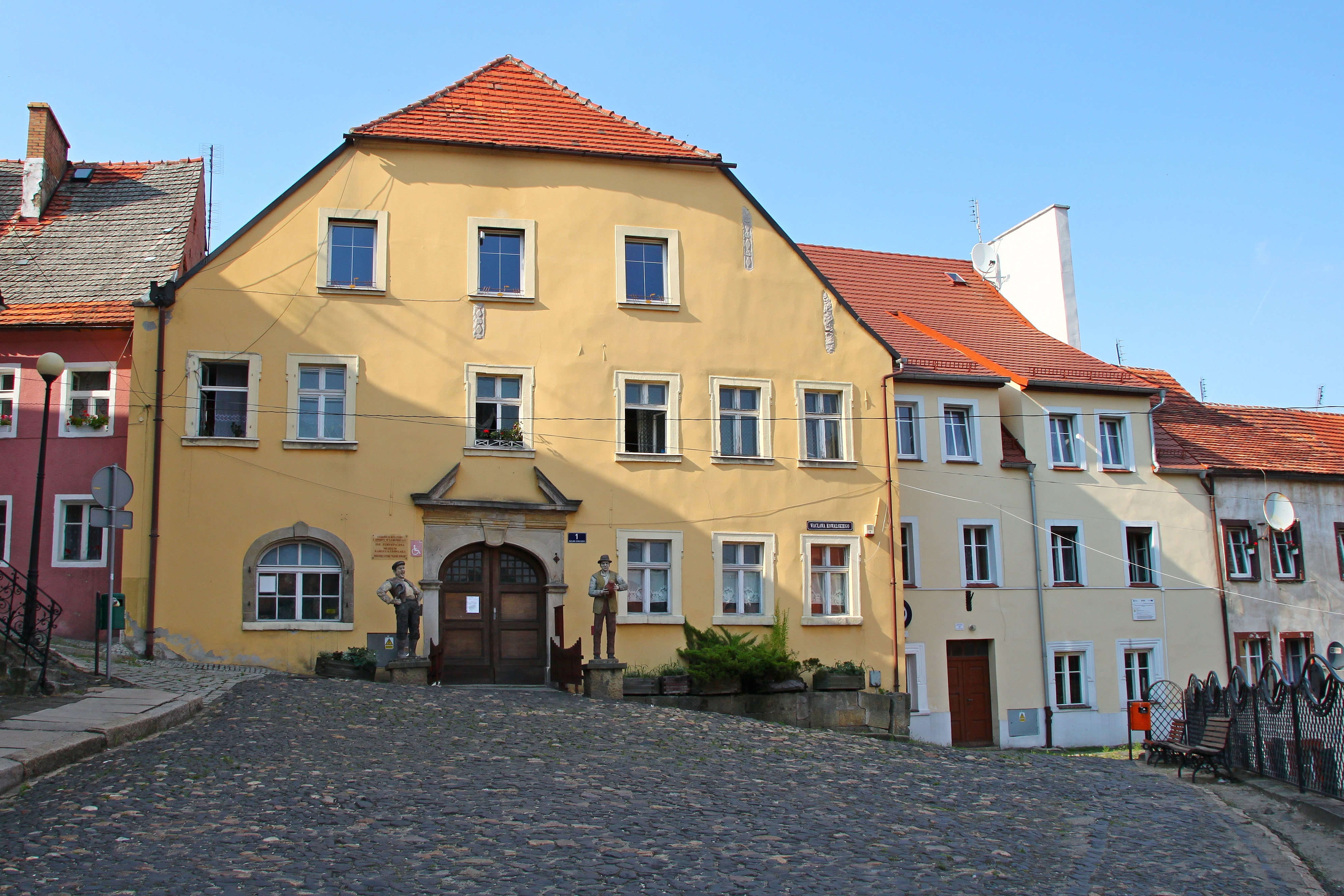
Muzeum Kargula i Pawlaka

Lubomierz znany jest przede wszystkim z planu zdjęciowego do filmu Sami swoi nakręconego w 1967. Na tę pamiątkę 13 lipca 1996 otwarto Muzeum Kargula i Pawlaka, a od 1997 odbywa się Ogólnopolski Festiwal Filmów Komediowych. W mieście znajduje się też pomnik Kargula i Pawlaka.
W Lubomierzu kręcono również trzecią nowelę filmu Krzyż Walecznych w reż. Kazimierza Kutza, a także kilka scen do serialu Tajemnica twierdzy szyfrów w reż. Bogusława Wołoszańskiego.

## Wspólnoty wyznaniowe
- Kościół rzymskokatolicki:
  - parafia Wniebowzięcia Najświętszej Maryi Panny i św. Maternusa
- Świadkowie Jehowy:
  - zbór Lubomierz (Sala Królestwa ul. Majowa 29a)[45].

## Współpraca międzynarodowa
Miasta partnerskie:
- Wittichenau
- Mszana Dolna